# Nausítoo
En la mitología griega, Nausítoo (Ναυσίθοος) es hijo de Poseidón y Peribea, hija de Eurimedonte.
Nausítoo fue el fundador de Esqueria y el primer rey de los míticos feacios en esa ciudad.
Tuvo dos hijos: Alcínoo y Rexénor. El primero lo sucedió en el trono. El segundo, muerto por Apolo, dejó como única heredera a Arete.
Según la Odisea, Nausítoo condujo a los feacios desde Hiperia hasta la isla de Esqueria, con intención de alejarlos de los cíclopes, que causaban grandes estragos a su pueblo. En Esqueria fundó una ciudad, trazó sus murallas, construyó viviendas, alzó santuarios para los dioses y repartió las labranzas.
Nausítoo ejerció la autoridad máxima en la ciudad seguido por un grupo de príncipes. Al fallecer, Nausítoo fue sucedido por su hijo Alcínoo que, luego de perecer Rexénor, contrajo matrimonio con Arete, sobrina epiclera; de tal modo Alcínoo pudo conservar la totalidad del oikos paterno.